# Felix Marie Abel
Felix Marie Abel OP (ur. 29 grudnia 1878 w Saint-Uze, zm. 24 marca 1953 w Jerozolimie) – biblista francuski, dominikanin. W 1905 został profesorem Szkoły Biblijnej w Jerozolimie, w 1940 konsultorem Papieskiej Komisji Biblijnej.
Zajmował się geografią biblijną, historią Palestyny i językoznawstwem biblijnym. Do jego najważniejszych dzieł w zakresie geografii należy Géographie de la Palestine (t. I-II, Paryż 1933-1938), w zakresie historii Histoire de la Palestine depuis de la conquête d'Alexandre jusqu'à l'invasion Arabe (t. I-II, Paryż 1952) oraz historyczna część opracowanej wspólnie z Huguesem Vincentem Jérusalem nouvelle (t. I-VIII, Paryż 1914-1926). Abel jest także autorem obszernego komentarza do Ksiąg Machabejskich Les livres de Maccabées (Paryż 1949) – najważniejszym osiągnięciem tego dzieła jest próba odtworzenia hebrajskiego podłoża Septuaginty i porównania go z zachowanymi papirusami.  